# Match de baseball du Congrès
| Parti             | Victoires |
| ----------------- | --------- |
| Parti démocrate   | 39        |
| Parti républicain | 42        |
| Égalité           | 1         |

Le match de baseball du Congrès (anglais : Congressional Baseball Game), ou match de baseball parlementaire, est un match de baseball amical, organisé annuellement depuis 1909, joué par des membres du Congrès des États-Unis. Il oppose une équipe composée de parlementaires du Parti démocrate à une équipe composée de parlementaires du Parti républicain.
Il se joue depuis 2008 au Nationals Park, stade de baseball de Washington, D.C..

## Stades

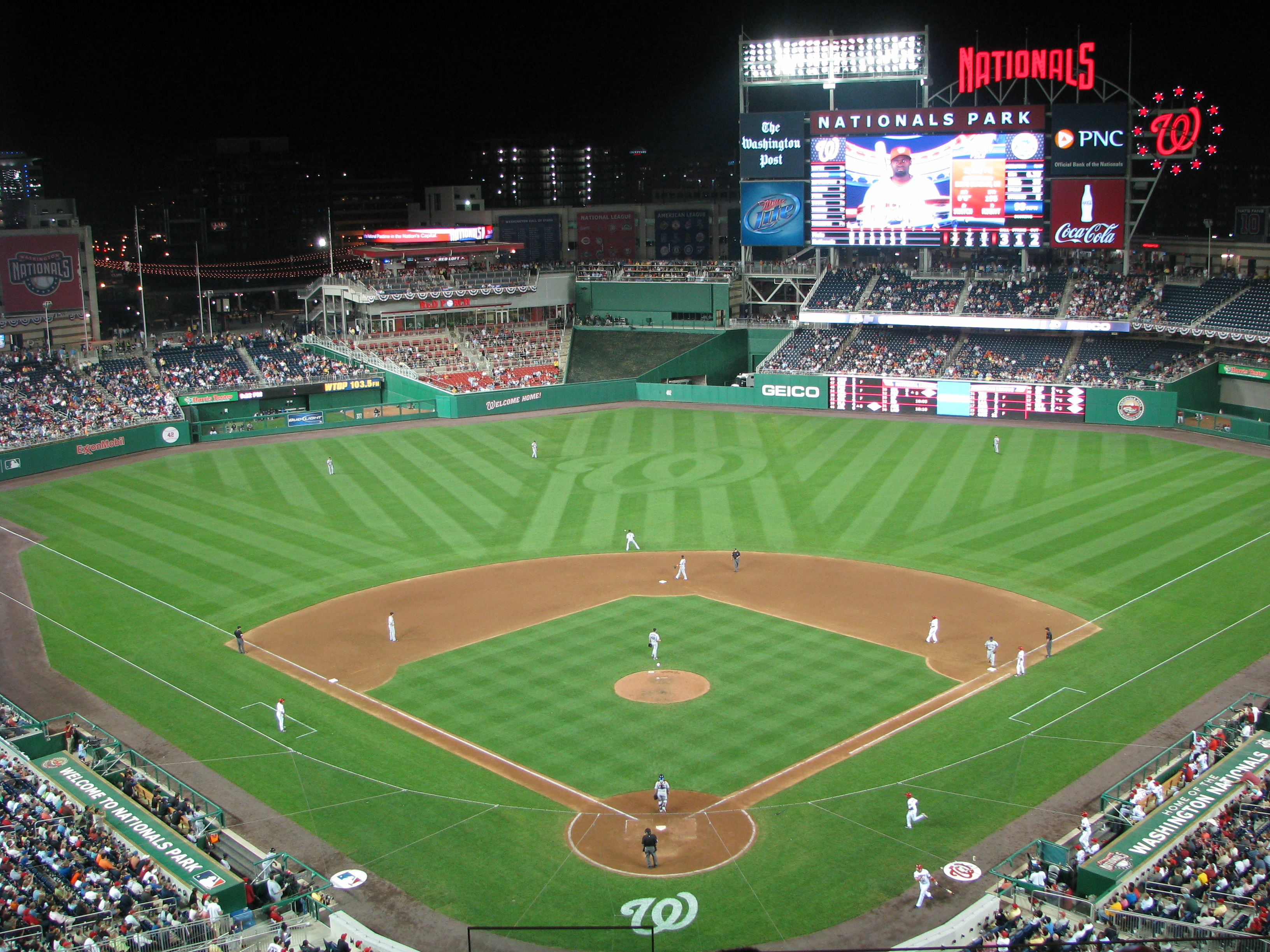
Le Nationals Park, lieu où se joue, depuis 2008, le match de baseball du Congrès.

Les premiers éditions du match de baseball parlementaire se sont jouées à l'American League Park (en), de 1909 à 1927, puis au Griffith Stadium, de 1928 à 1957. Le match se joue ensuite au District Stadium, connu ensuite sous le nom de Robert F. Kennedy Memorial Stadium, alors nouvellement construit, jusqu'en 1972. Durant les deux décennies suivantes, le match se joue successivement au Memorial Stadium à Baltimore, à la Langley High School (en) de McLean, en Virginie, puis au Four Mile Run Park à Alexandria, en Virginie.
De 1995 à 2004, le match se joue au Prince George's Stadium à Bowie, dans le Maryland, avant de retourner, temporairement, au Robert F. Kennedy Memorial Stadium, en attendant la fin de la construction du Nationals Park, futur stade de baseball des Nationals de Washington. Depuis 2008, le match se joue  au Nationals Park.
Le 14 juin 2017, cinq personnes, dont un représentant de Louisiane, Steve Scalise, sont blessées par balle lors d'une fusillade survenue sur un terrain de baseball d'Alexandria (Virginie) lors d'un entraînement de membres républicains du Congrès s'exerçant pour le match annuel,.

## Uniforme
À l'origine, chacune des équipes avait une tenue dédiée, avec les inscriptions « Republicans » et « Democrats » cousues sur le maillot. Dans les versions plus contemporaines du match, chaque joueur porte l'uniforme de l'équipe de baseball majeur ou de baseball universitaire de l'État ou de la circonscription qu'il représente.